# Cambala feae
Cambala feae är en mångfotingart som beskrevs av Pocock 1893. Cambala feae ingår i släktet Cambala och familjen Cambalidae. Inga underarter finns listade i Catalogue of Life.